# Hypselodoris imperialis
Hypselodoris imperialis (Pease, 1860) è un mollusco nudibranchio della famiglia Chromodorididae.

## Descrizione
Corpo color crema, tendente al bianco, mantello a base bianco crema con puntini gialli, con bordo blu scuro da cui dipartono alcune estensioni verso il centro del mantello. Queste estensioni presentano file di punti gialli all'interno. Piede bordato in blu scuro, con larghi punti gialli. Rinofori blu scuro, con linee bianche, ciuffo branchiale bianco con la parte terminale blu scuro.

## Biologia
Si nutre di spugne della specie Dysidea fragilis (Dysideidae).

## Distribuzione e habitat
Specie rinvenibile nelle Hawaii e nelle Isole Marshall.